# Jon Kyl
Jon Llewellyn Kyl (Oakland (Nebraska), 25 april 1942) is een Amerikaans politicus van de Republikeinse Partij. Hij was in 2018 senator voor Arizona en was dat eerder van 1995 tot 2013, daarvoor was hij lid van het Huis van Afgevaardigden voor het 4e congresdistrict van Arizona van 1987 tot 1995.

## Levensloop
Kyl is de zoon van een voormalig congreslid. Hij behaalde zijn bachelor in 1964 aan de University of Arizona. In 1966 behaalde hij een graad in de rechten aan diezelfde universiteit. Voordat hij de politiek in ging was hij advocaat en lobbyist.
Kyl is getrouwd met Caryll Collins. Samen hebben zij twee kinderen.

## Politieke carrière
Van 1987 tot 1995 was hij lid van het Huis van Afgevaardigden. In 1994 werd hij gekozen in de Senaat, en herkozen in 2000 en 2007. Na drie termijnen stelde hij zich niet meer herkiesbaar en verliet de Senaat in 2013. Hij werd in september 2018 na de dood van John McCain door gouverneur Doug Ducey aangewezen om diens zetel in te nemen. Kyl heeft laten weten zich bij de tussentijdse verkiezingen in 2020 niet herkiesbaar te stellen. Hij trad af per 31 december 2018. Tot zijn opvolger werd benoemd Martha McSally.
Kyl is bekend om zijn conservatieve instelling. In februari 2006 raakte Kyl samen met zijn collega-senator Lindsey Graham in opspraak, omdat zij het Hooggerechtshof zouden hebben misleid doordat zij in de zaak Hamdan vs. Rumsfeld achter hadden gehouden dat de bevoegdheid van het Hooggerechtshof in een aantal gevallen zou worden ontnomen door middel van de Detainee Treatment Act. Het Hooggerechtshof zou onder andere in de zaken van de gevangenen op Guantánamo Bay niets meer te zeggen hebben.
In september 2006 werd op initiatief van Kyl de Unlawful Internet Gambling Enforcement Act aangenomen. Daarmee worden de mogelijkheden om op internet te gokken beperkt.
- International Standard Name Identifier: 0000 0000 3999 6635
- Library of Congress Control Number: no96032235
- Nationale Bibliotheek van Israël: 987011554769305171
- SNAC: w6524pxz
- Biographical Directory of the United States Congress: K000352
- Virtual International Authority File: 11899431
- WorldCat: E39PBJhtbTjGvCBkcg3kFbH3cP

Alabama: Tuberville (R) · Britt (R)
Alaska: Murkowski (R) · Sullivan (R)
Arizona: Kelly (D) · Gallego (D)
Arkansas: Boozman (R) · Cotton (R)
Californië: Padilla (D) · Schiff (D)
Colorado: Bennet (D) · Hickenlooper (D)
Connecticut: Blumenthal (D) · Murphy (D)
Delaware: Coons (D) · Blunt Rochester (D)
Florida: R. Scott (R) · Moody (R)
Georgia: Ossoff (D) · Warnock (D)
Hawaï: Schatz (D) · Hirono (D)
Idaho: Crapo (R) · Risch (R)
Illinois: Durbin (D) · Duckworth (D)
Indiana: Young (R) · Banks (R)
Iowa: Grassley (R) · Ernst (R)
Kansas: Moran (R) · Marshall (R)
Kentucky: McConnell (R) · Paul (R)
Louisiana: Cassidy (R) · Kennedy (R)
Maine: Collins (R) · King (O)
Maryland: Van Hollen (D) · Alsobrooks (D)
Massachusetts: Warren (D) · Markey (D)
Michigan: Peters (D) · Slotkin (D)
Minnesota: Klobuchar (D) · Smith (D)
Mississippi: Wicker (R) · Hyde-Smith (R)
Missouri: Hawley (R) · Schmitt (R)
Montana: Daines (R) · Sheehy (R)
Nebraska: Fischer (R) · Ricketts (R)
Nevada: Cortez Masto (D) · Rosen (D)
New Hampshire: Shaheen (D) · Hassan (D)
New Jersey: Booker (D) · Kim (D)
New Mexico: Heinrich (D) · Luján (D)
New York: Schumer (D) · Gillibrand (D)
North Carolina: Tillis (R) · Budd (R)
North Dakota: Hoeven (R) · Cramer (R)
Ohio: Moreno (R) · Husted (R)
Oklahoma: Lankford (R) · Mullin (R)
Oregon: Wyden (D) · Merkley (D)
Pennsylvania: Fetterman (D) · McCormick (R)
Rhode Island: Reed (D) · Whitehouse (D)
South Carolina: Graham (R) · T. Scott (R)
South Dakota: Thune (R) · Rounds (R)
Tennessee: Blackburn (R) · Hagerty (R)
Texas: Cornyn (R) · Cruz (R)
Utah: Lee (R) · Curtis (R)
Vermont: Sanders (O) · Welch (D)
Virginia: Warner (D) · Kaine (D)
Washington: Murray (D) · Cantwell (D)
West Virginia: Moore Capito (R) · Justice (R)
Wisconsin: Johnson (R) · Baldwin (D)
Wyoming: Barrasso (R) · Lummis (R)
(D): Democraat · (R): Republikein · (O): Onafhankelijk